# Bernd Upnmoor
Bernd Upnmoor (* 13. Mai 1940 in Hamburg) ist ein deutscher avantgardistischer Filmemacher, Filmproduzent, Filmregisseur, Schauspieler, Kameramann und Filmtechniker. Er lebt und arbeitet in Hamburg.

## Leben und Werk
Bernd Upnmoor studierte Physik, bevor er sich als Mitglied im Arbeitskreis Film und Fernsehen an der Universität Hamburg (AKFF) der Filmkunst zuwandte. In den 1960er und 1970er Jahren arbeitete er unter anderem mit Rosa von Praunheim, an dessen Kultfilm Die Bettwurst er als Kameramann mitgewirkt hat, und viele Jahre mit Hellmuth Costard zusammen.
Er drehte Experimentalfilme, Spiel- und Dokumentarfilme und zeit- und gesellschaftskritische Produktionen. Upnmoor war dabei sowohl als verantwortlicher Regisseur und Produzent als auch als Techniker und Schauspieler tätig. Seine Filme wurden mit zahlreichen nationalen und internationalen Filmpreisen ausgezeichnet.
Upnmoor lehrt an der Hochschule für Angewandte Wissenschaften in Hamburg an der Fakultät Design, Medien und Information im Department Technik.
Bernd Upnmoor war mit mehreren Filmen (Die Anzeige, Marec, Rosa Lilies, Für meine Freundin Boa, Der Lustmörder, Das Schiff im Eis, Das Sonnenbad, Unsere Ferienreise, Vergewaltigte Jungfrauen) Teilnehmer der Documenta 5 in Kassel im Jahr 1972 mit einer eigenen Werkschau in der Abteilung Filmschau: Portrait Bernd Upnmoor.

## Das Ende der Klimakatastrophe
Bernd Upnmoor beschäftigt sich mit geistigen Fragen sowie mit aktuellen Umweltthemen, z. B. das Ende der Klimakatastrophe.

## Filmografie
| - 1961: Baustelle - 1962: Schützenfest - 1962: Studenten - 1963: Das Schiff im Eis - 1964: ASTA-Spot - 1967/1968: Der Lustmörder - 1964: Ballettprobe - 1968: Das Sonnenbad - 1969: Die Anzeige - 1969: Marec - 1970: Rosa Lilies - 1970: Unsere Ferienreise - 1971: Die Bettwurst - 1971: Für meine Freundin Boa - 1971: Pschitt - 1972: Vergewaltigte Jungfrauen - 1973: Alice Down Wonderland - 1973: Axel von Auersperg - 1974: Es war, als hätt’ der Himmel die Erde still geküßt.. - 1975: Berliner Bettwurst - 1975: Do it! - 1976: Ein Liebestraum | - 1976: Wir beginnen zu sehen - 1976/1977: Lagado - 1976–1978: Der kleine Godard an das Kuratorium Junger Deutscher Film - 1977/1978: Mirador - 1978: Bei der Lichtbildnerin - 1978: Horly - 1978/1979: Hurrycan - 1978–1980: Dom - 1980–1982: Uliisses - 1978: Wir haben geheiratet - 1983: Release - 1983–1985: Optisches ABC - 1984/1985: Kugeloberflächen - 1985: Was geschah wirklich zwischen den Bildern? - 1986: Johnny Flash - 1987/1988: Adrian und die Römer - 1995: Der Fall Cap Arcona - 1996: Goldland - 1998: Aprilkinder - 1998: Die kritische Masse - 2000: Vladimir Günstig – Eine trojanische Affäre (Hellmuth Costard / Bernd Upnmoor) |